# Marjolein van der Linden
Marjolein van der Linden (Hilversum, 11 oktober 1963) is een Nederlandse jurist, bestuurder en politicus namens de Volkspartij voor Vrijheid en Democratie (VVD). Sinds 14 januari 2025 is zij lid van de Eerste Kamer.

## Biografie
Van der Linden begon haar uitgebreide carrière in de mediasector en bekleedde diverse leidinggevende functies. Tussen 1998 en 2003 werkte zij als hoofd juridische afdeling bij Endemol Holding en Avantium Technologies. In 2003 trad zij in dienst van RTL Nederland, waar zij verschillende functies bekleedde, onder andere als lid van het algemeen bestuur. Sinds september 2018 is zij lid van de Raad van Bestuur van RTL Nederland, verantwoordelijk voor personeelszaken en juridische aangelegenheden.
Naast haar werk bij RTL Nederland vervult Van der Linden verschillende nevenfuncties, waaronder het voorzitterschap van de Stichting Collectieve Gelden Omroepen sinds 2015 en lidmaatschap van het bestuur van NLZiet sinds 2022. Zij stond voor de VVD op de elfde plaats van de kandidatenlijst voor de Eerste Kamerverkiezingen 2023 wat onvoldoende was voor een zetel. Op 14 januari 2025 werd zij beëdigd als lid van de Eerste Kamer in de vacature die ontstond na het vertrek van Edith Schippers.
Pim van Ballekom · Jan Anthonie Bruijn · Paulien Geerdink · Marian Kaljouw · Tanja Klip-Martin · Marjolein van der Linden · Henk Jan Meijer · Koen Petersen · Cees van de Sanden · Rian Vogels
- Parlement.com: vm08fs58v8yg